# Kiril Lazarov
Kiril Lazarov (Sveti Nikole, Macedònia del Nord, 10 de maig de 1980) és un jugador d'handbol macedoni que actualment juga al FC Barcelona Intersport.
Va ser el màxim golejador de la Lliga de Campions de l'EHF dues vegades, amb el Veszprém KC i amb el RK Zagreb, i és el capità de la selecció d'handbol de Macedònia del Nord.
El 29 de gener de 2009, Lazarov va esdevenir el màxim golejador del Campionat Mundial d'Handbol Masculí de 2009 amb la selecció macedònia.
El 20 de juny del 2013 va signar pel FC Barcelona Intersport.
La temporada 2013-2014 va guanyar cinc títols amb el FC Barcelona, en un gran any en què a l'equip només se li va escapar la Copa d'Europa, i en la Lliga ASOBAL va guanyar els trenta partits disputats, amb un nou rècord de gols: 1.146.